# Zhong Kui

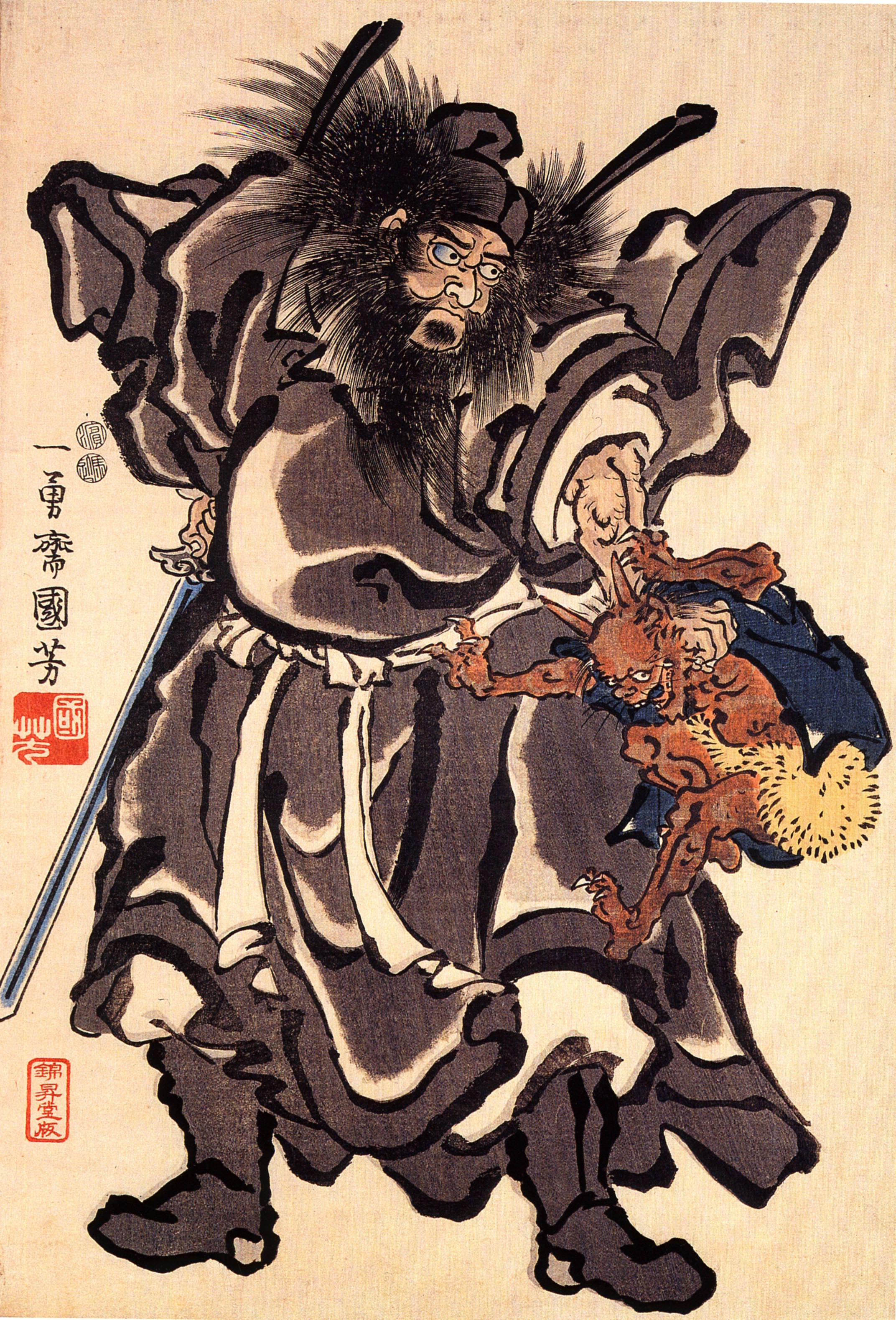
Zhōng Kuí raffigurato in una stampa di Utagawa Kuniyoshi.

Zhōng Kuí (in cinese: 鍾馗T, 钟馗S, Zhōng KuíP; in giapponese: 鍾馗?, Shōki; in coreano: 종규?, JonggyuLR) è una divinità della mitologia cinese, tradizionalmente considerata una trionfatrice sui fantasmi e sugli esseri malvagi. Raffigurato come un uomo imponente, dotato di una grande barba nera, occhi sporgenti e con un'espressione adirata in volto, Zhōng Kuí è in grado di imporre a 80 000 demoni di eseguire i suoi ordini ed è spesso associato ai cinque pipistrelli della fortuna.
Il culto e l'iconografia di Zhōng Kuí si sono successivamente diffusi in altri paesi dell'Asia orientale ed esso è quindi diventato parte del folklore e della mitologia coreana, giapponese e vietnamita. Per questo, Zhōng Kuí è diventato un soggetto frequentemente raffigurato in dipinti ed opere d'arte varie, e la sua immagine è spesso dipinta o appesa sulle porte delle case e dei luoghi di lavoro a mo' di protezione dagli spiriti maligni e dalle malattie da essi causate.

## Signore dei fantasmi
Secondo il folklore, Zhōng Kuí, un medico o studente di medicina, a seconda delle versioni, originario di una zona nei pressi dei monti Zhongnan, si mise in viaggio assieme a Du Ping (杜平S), suo amico e concittadino, per recarsi nella capitale dell'impero e prendere parte agli esami imperiali. Nonostante fosse riuscito ad ottenere grandi risultati, Zhōng Kuí si vide comunque sottrarre il titolo di "Zhuangyuan" (riservato a colui il quale aveva ottenuto il miglior risultato agli esami) dall'imperatore, impressionato dal suo brutto aspetto. In preda alla rabbia, Zhōng Kuí prese a lanciarsi furiosamente contro gli scalini del palazzo fino a quando non si ruppe la testa e morì.
 Secondo altre versioni, l'uomo si uccise perché tormentato dalla disperazioni di non essere riuscito a superare gli esami.
A questo punto, esistono più versioni di quanto accadde, due delle quali sono le più comunemente raccontante. Stando alla prima versione, dopo essere stato raccolto e sepolto dall'amico Du Ping, Zhōng Kuí, giunse nel Diyu, il regno dei morti della mitologia cinese, dove si trovò ad affrontare il giudizio divino spettante ai suicidi. Lì, Yan-lo Wang, il giudice cinese degli inferi, scorse così tanto potenziale in un siffatto uomo, talmente intelligente da superare con il massimo dei voti gli esami imperiali eppure così impulsivo da cedere al risentimento, da decidere di farlo risiedere a Yōudū, la principale città del regno degli inferi, nonché dimora delle divinità che lo governano, e di conferirgli il titolo di governatore dei fantasmi, incaricandolo di cacciare e catturare i fantasmi fuggiaschi e di mantenere l'ordine e la disciplina tra tutti loro. Nella seconda versione, dopo essere venuto a conoscenza del suicidio di Zhōng Kuí o addirittura dopo avervi assistito, a seconda della fonte, l'imperatore fu assalito dal rimorso e ordinò che l'uomo fosse sepolto con le vesti da ufficiale dell'impero, conferendogli il titolo postumo di Zhuangyuan. In segno di gratitudine per il trattamento ricevuto, il fantasma di Zhōng Kuí giurò quindi, apparendo in sogno all'imperatore, di proteggere l'impero dagli spiriti maligni.
In entrambe le versioni, dopo aver ricevuto la nomina, Zhōng Kuí fa ritorno nella sua città natale alla vigilia del capodanno cinese per ripagare la gentilezza ricevuta da Du Ping, a cui dà in sposa la sorella minore.

## Popolarità

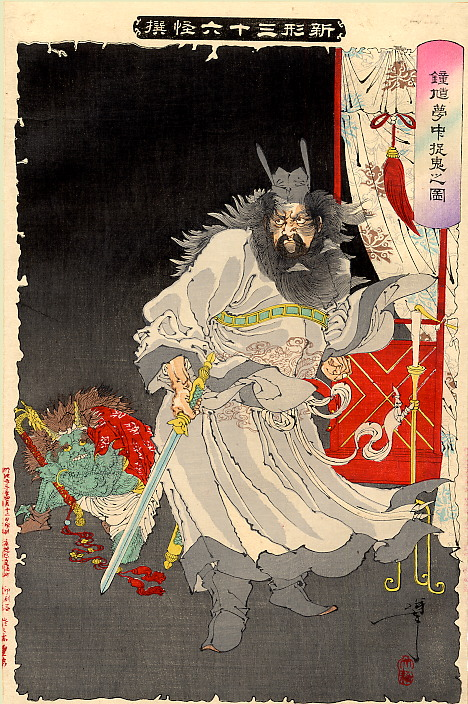
Zhōng Kuí mentre protegge i sogni dell'imperatore in una stampa realizzata da Yoshitoshi nel 1890.

Secondo quanto riportato da alcune fonti risalenti alla dinastia Song, tra cui il Bu Mengqi Bitan, scritto da Shen Kuo nel 1088, che costituiscono le prime menzioni letterarie a noi note di questo personaggio, l'inizio della popolarità di Zhōng Kuí nel folklore cinese può essere fatto risalire al regno di Xuan Zong, sesto imperatore della dinastia Tang, durato dal 712 al 756. Ciò sarebbe in particolare dovuto a un sogno che l'imperatore Xuan Zong fece mentre era gravemente malato e che aveva per protagonisti due fantasmi. Nel sogno, il più piccolo dei due fantasmi aveva rubato una borsa di proprietà della consorte imperiale, Yang Guifei, e un flauto di giada appartenente all'imperatore. Il fantasma più grande, con indosso un cappello da ufficiale dell'impero, aveva quindi catturato il fantasma più piccolo, strappandogli un occhio e mangiandolo, e si era poi presentato al sovrano come Zhōng Kuí, raccontandogli la sua storia e affermando di aver giurato di liberare l'impero dal male. Quando l'imperatore si svegliò, ritrovandosi del tutto guarito, incaricò il pittore di corte Wu Daozi di realizzare un'immagine di Zhōng Kuí come lui lo aveva sognato, da mostrare ai funzionari imperiali. Tale racconto e tale rappresentazione si rivelarono importantissimi per la futura divulgazione della figura di Zhōng Kuí, contribuendo anche in maniera significativa alle future rappresentazioni del signore dei fantasmi cinese che da allora in poi furono realizzate.
Zhōng Kuí e la sua leggenda divennero quindi un tema popolare nella successiva pittura, arte e folklore cinesi, tanto che le immagini dell'uomo iniziarono ad essere appese nelle case con lo scopo di spaventare i fantasmi, e quindi le malattie, tradizionalmente attribuite all'azione di demoni, e tenerli lontano dalle abitazioni.
Negli anni e nei secoli, il personaggio di Zhōng Kuí e la sua leggenda si diffusero in tutto l'Oriente, e innumerevoli furono le storie scritte sulle sue avventure e le sue imprese.
Così, la storia e il culto di Zhōng Kuí arrivarono in Giappone perlomeno nel tardo periodo Heian (794-1185), come testimoniato dalla più antica immagine di Shōki - il nome con cui Zhōng Kuí è conosciuto nel Paese del Sol Levante - realizzata in Giappone, presente in un rotolo risalente al regno dell'imperatore Go-Shirakawa (1127-1192) oggi conservato al Museo nazionale di Nara. La stessa usanza di porre immagini di Zhōng Kuí a protezione delle case si diffuse quindi anche in Giappone e raggiunse la massima diffusione probabilmente nel periodo Edo (1603-1869), anche grazie alla grande diffusione della stampa che avvenne in quel periodo. Simbolo di una forza travolgente, Shōki divenne infatti un modello ideale per i ragazzi della società guerriera che dominò il Giappone per la maggior parte degli ultimi millenni. Nella cultura del periodo Edo, le immagini di Shōki furono quindi ritenute un regalo ideale per un ragazzo che stesse affrontando una situazione difficile come una malattia, con Shōki che rappresentava il potere di reprimere e sconfiggere qualsiasi nemico davanti a lui.

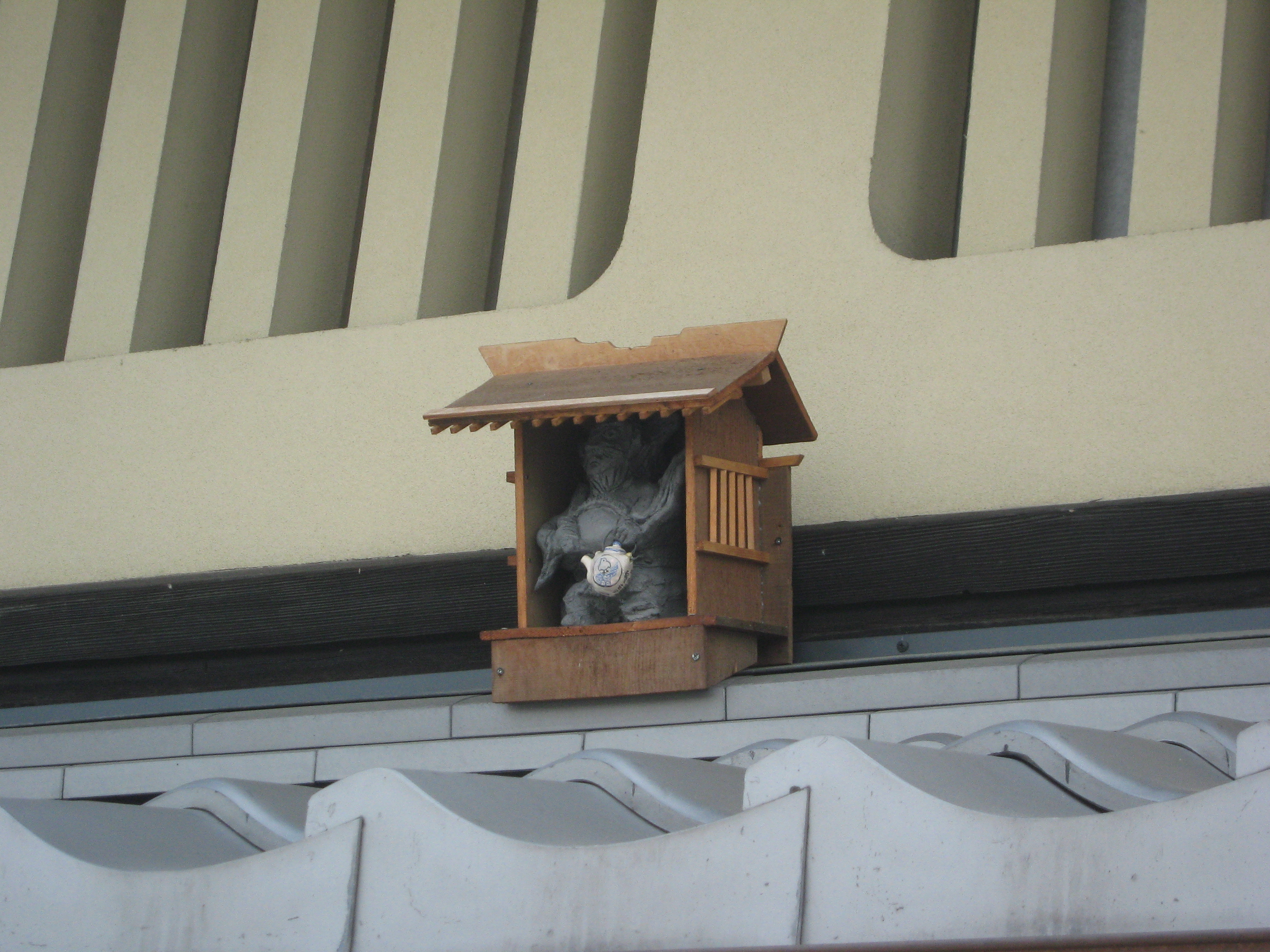
Una statuina di Shōki posta sul tetto di una casa di Kyoto, in Giappone.

Ancora oggi, il personaggio di Zhōng Kuí è particolarmente popolare nelle immagini del capodanno cinese e in diverse città, tra cui spicca la giapponese Kyoto, le sue immagini, sotto forma di stampe o statuine, sono ancora poste nelle case allo scopo di tenere lontane le malattie, in particolar modo il vaiolo. Ritratto storicamente in innumerevoli stampe e xilografie, Zhōng Kuí  è oggi uno dei personaggi maggiormente ritratti nei tatuaggi a tema cinese o giapponese tradizionale.
Con l'avvento del cinema, Zhōng Kuí è stato ritratto come protagonista di diversi lungometraggi soprattutto di produzione orientale, come Zhōng Kuí fa sposare la sorella (in cinese: 鍾馗嫁妹S, Zhōngkuí jià mèiP), diretto da Wu Ma nel 1994; Zhong Kui: la ragazza delle nevi e il Cristallo Oscuro (in cinese: 鐘馗伏魔：雪妖魔靈S, Zhōngkuí fú mó: Xuě yāomó língP), un film fantasy diretto da Peter Pau nel 2015, e molti altri film e serie tv.

## Origine del nome
Secondo quanto riportato da Zhao Yi (1727-1814), storico cinese vissuto ai tempi della dinastia Qing, nel suo libro Gaiyu congkao, l'origine del nome di Zhōng Kuí sarebbe da ricercarsi nella parola zhongkui (終葵S), ossia nel nome di un fiore che, stando a quanto riferito da Ma Rong (79-166), poeta e uomo politico cinese vissuto ai tempi della dinastia Han, la gente dell'epoca era solita agitare, assieme a un'ascia o a un martello di giada, per scacciare gli spiriti maligni. A sua volta il nome del fiore deriverebbe sarebbe l'espansione disillabica di zhui (椎), un bastone usato per scacciare gli spiriti, già descritto nello Zhouli, un testo redatto, si ritiene, verso la fine del periodo degli Stati Combattenti (453 a.C.-221 a.C.).

Negli anni e nei secoli, dalla pianta, pian piano dimenticata, sarebbe quindi stata creata la figura dell'uomo, e poi della divinità, Zhōng Kuí, divenuta parte integrante della mitologia cinese.

## Esempi di arte pittorica

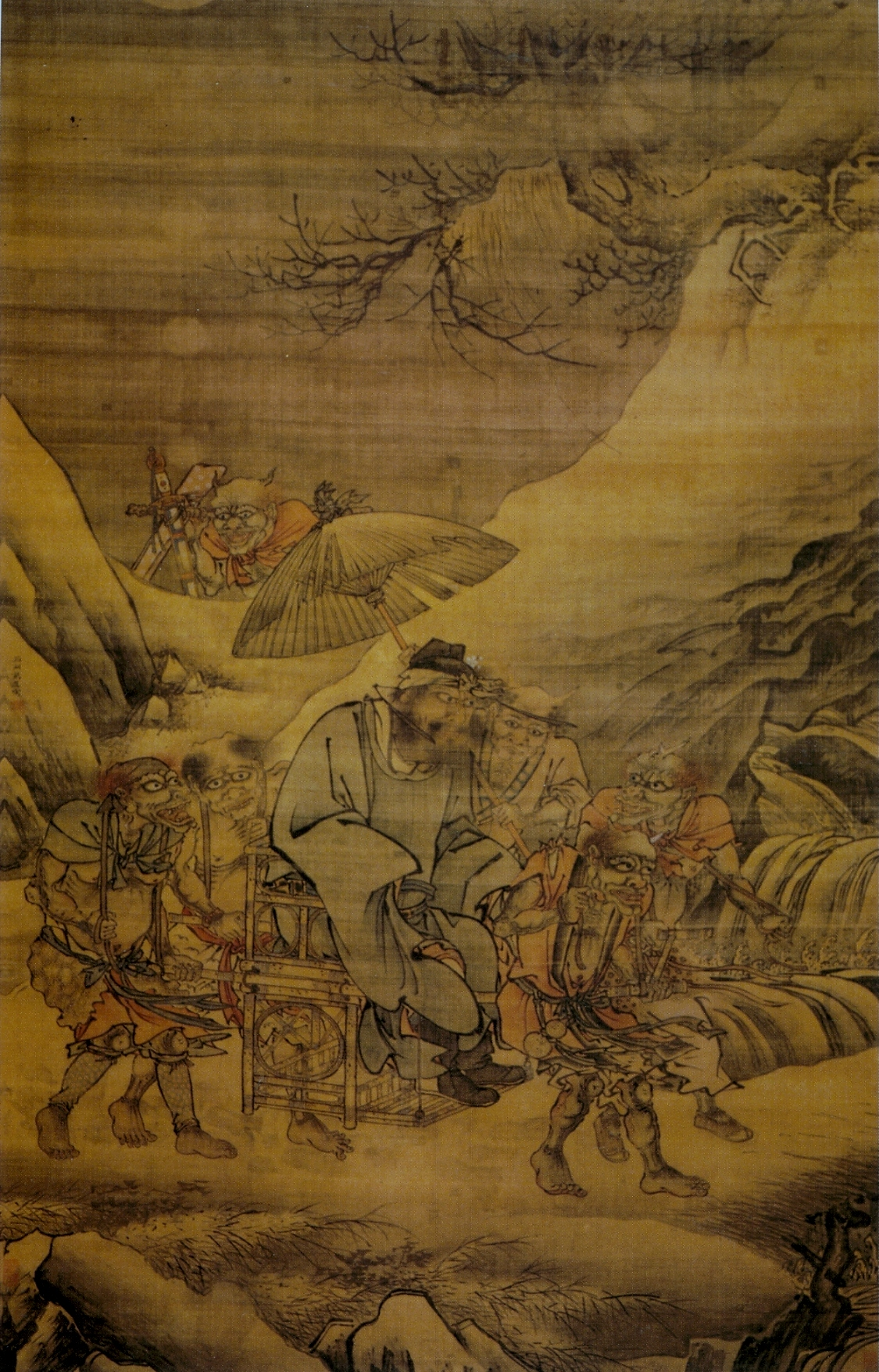
In quest'opera di Dai Jin, risalente al XV secolo, è raffigurato Zhōng Kuí  durante la sua escursione notturna, in cui viene condotto, su una portantina, da quattro demoni.
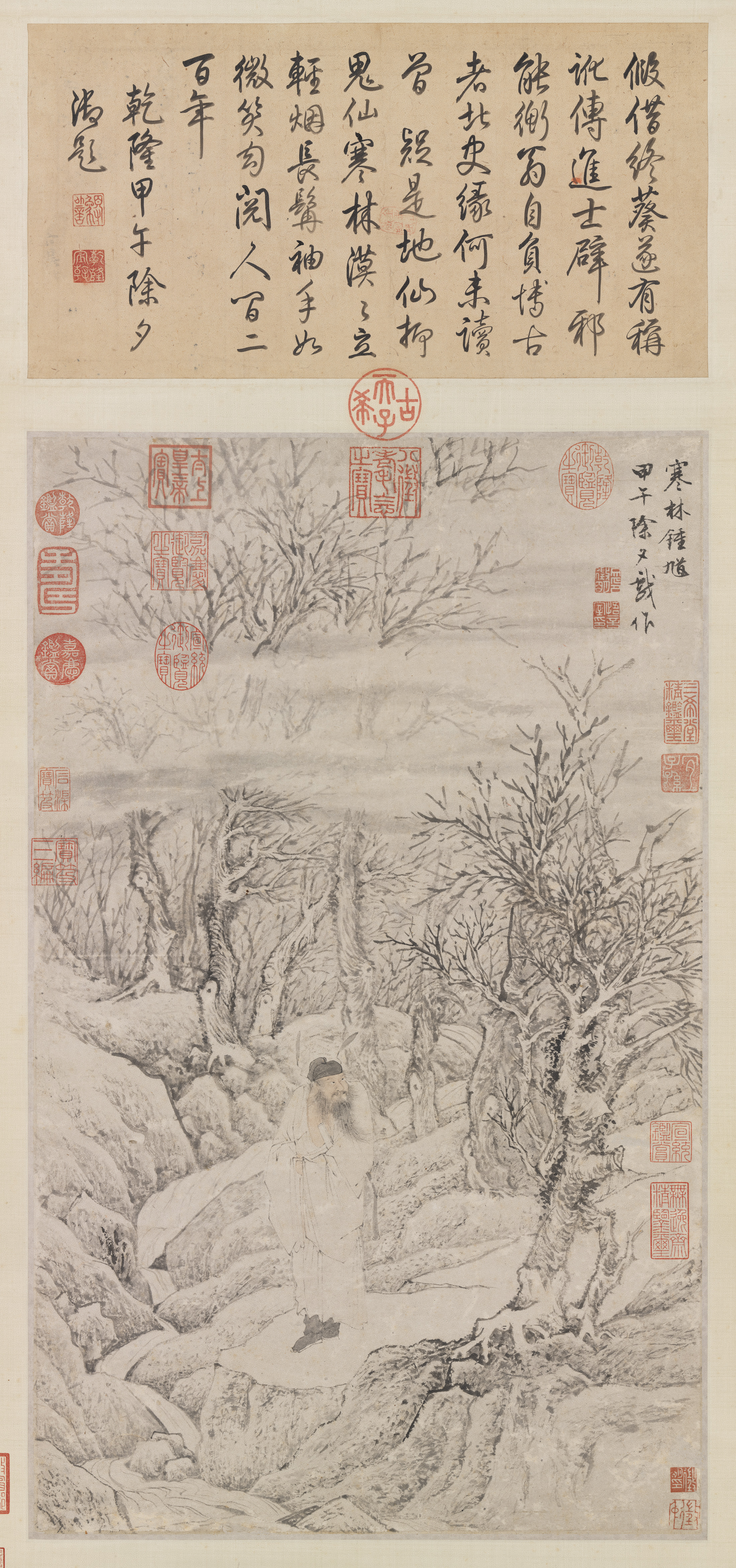
In quest'opera di Wen Zhengming, risalente alla dinastia Ming, è raffigurato Zhōng Kuí  mentre passeggia in una foresta, luogo tradizionalmente infestato dai fantasmi.
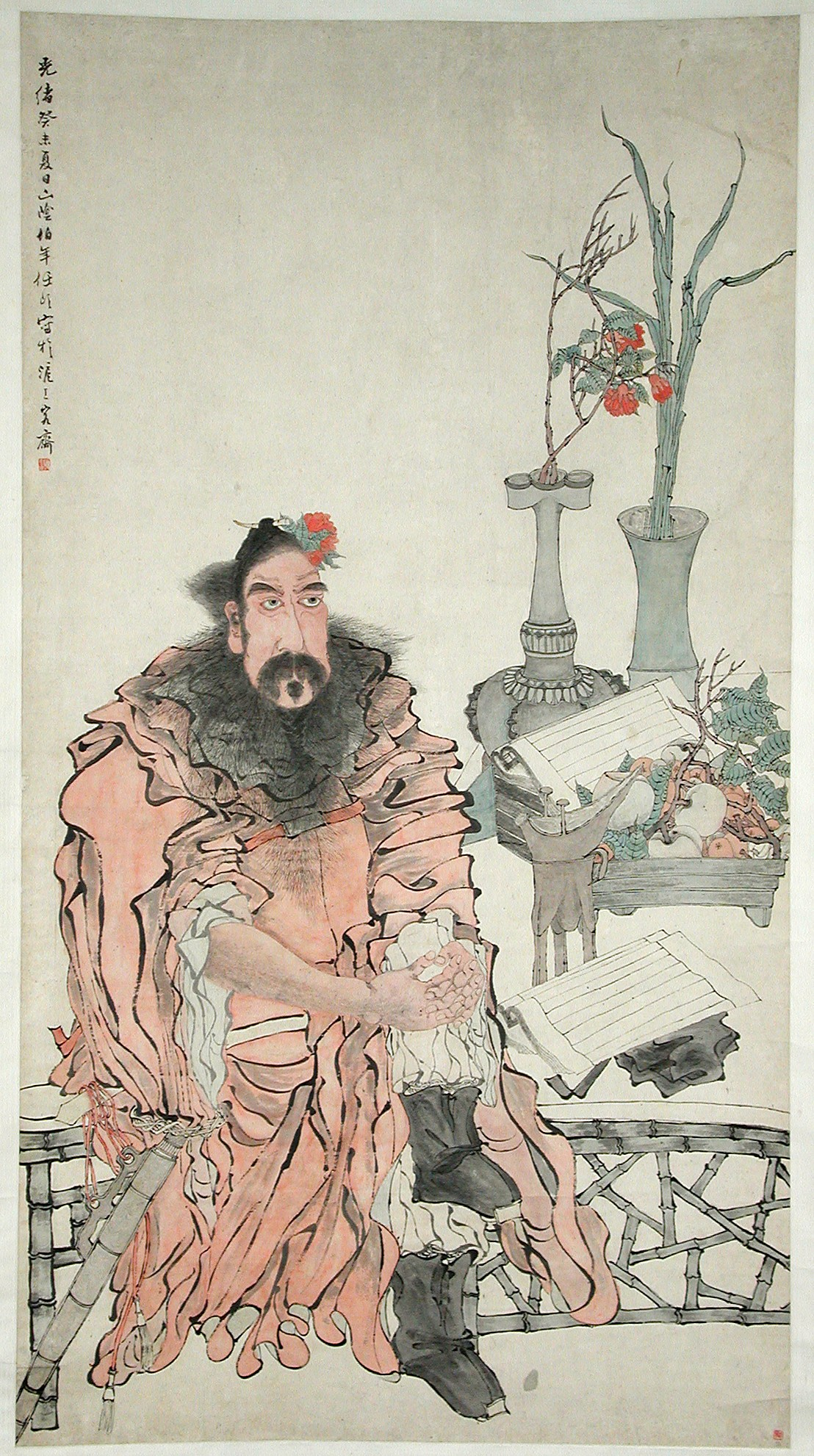
Zhōng Kuí, rappresentato in un'opera di Ren Yi del 1883, appare come uno studioso elegante e in qualche modo eccentrico, con la spada al suo fianco e un fiore tra i capelli.
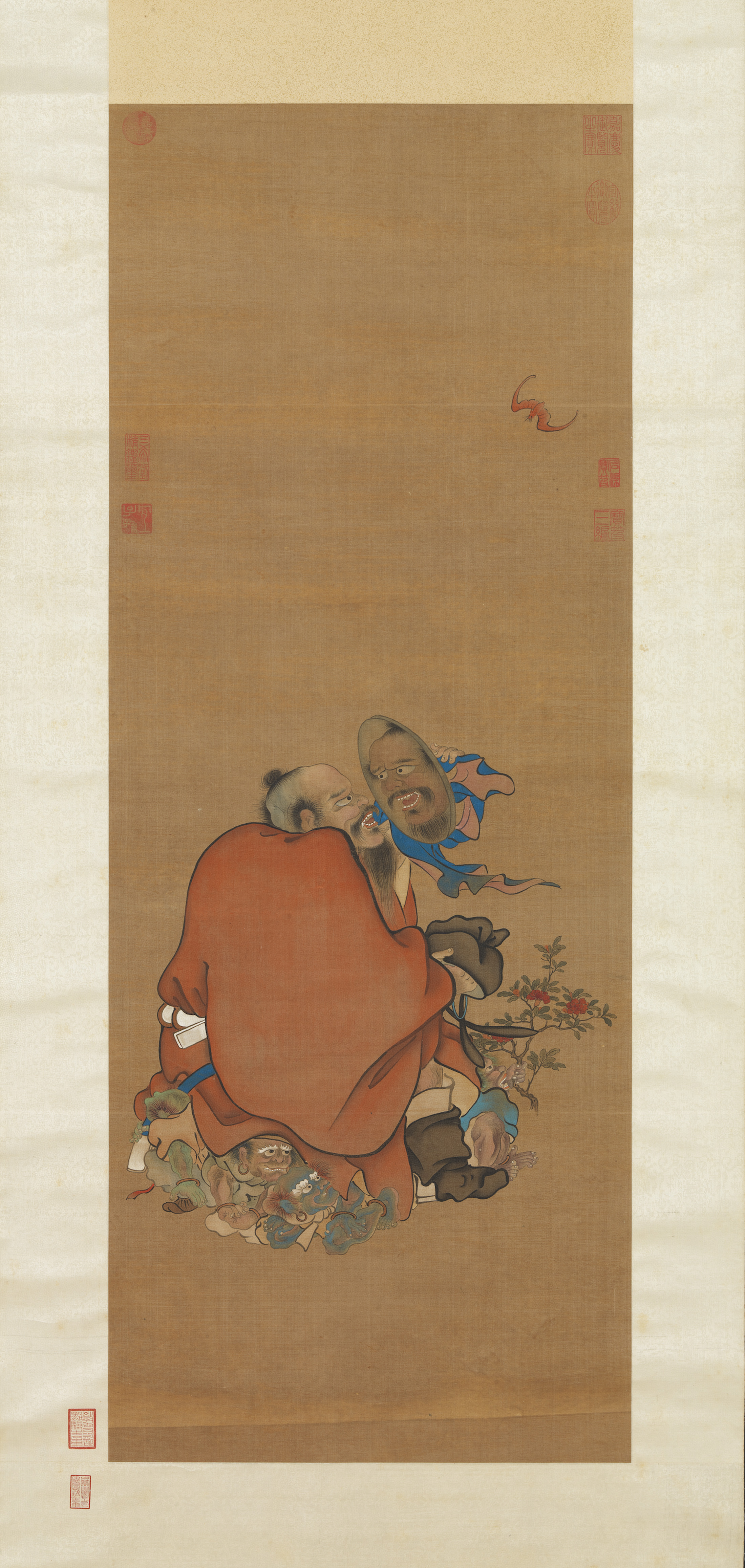
In ques'opera risalente alla dinastia Qing, viene rappresentato Zhōng Kuí mentre resta comicamente scioccato dopo aver visto il proprio grottesco viso in uno specchio.
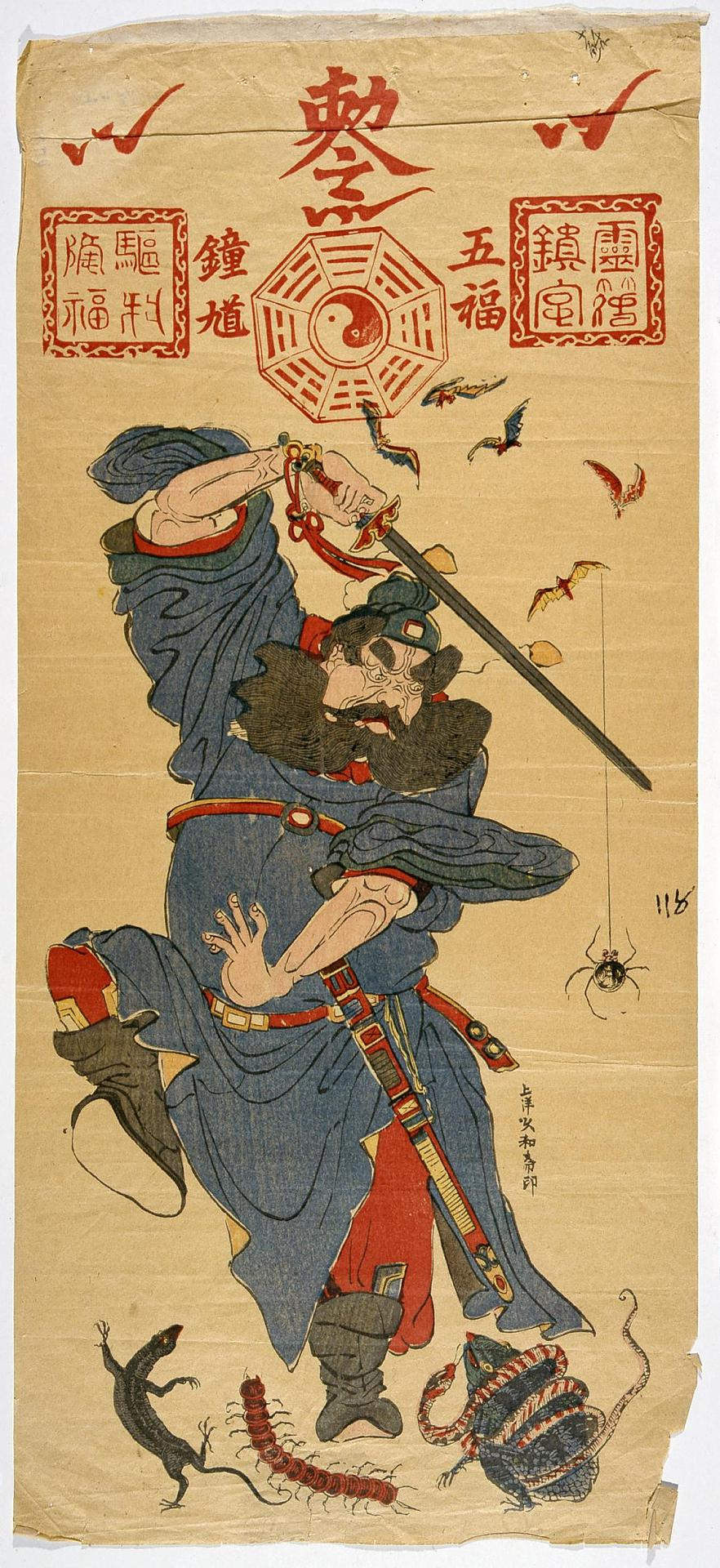
In questa xilografia del tardo XIX secolo, Zhōng Kuí brandisce la sua spada contro cinque pipistrelli, rappresentati le cinque benedizioni, come se stesse simbolicamente cacciando tali benedizioni per farle cadere su qualcuno.
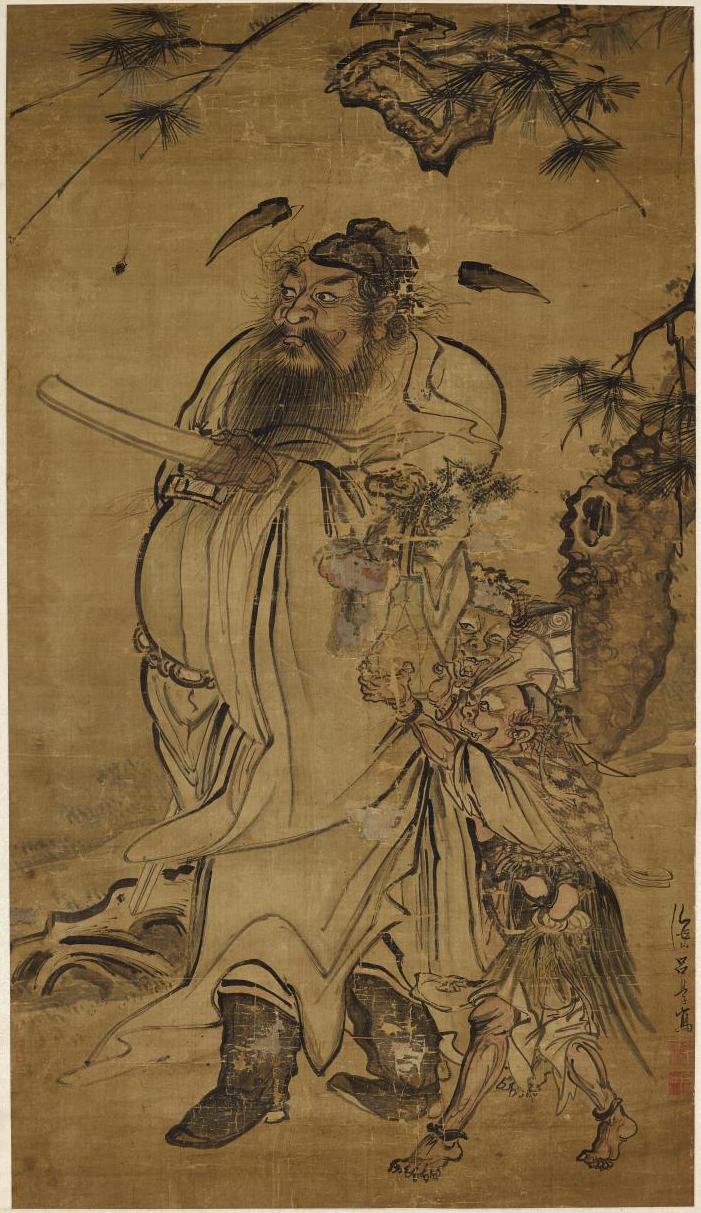
Un dipinto di Lu Xue risalente al XVII secolo, raffigurante Zhōng Kuí e alcuni demoni.
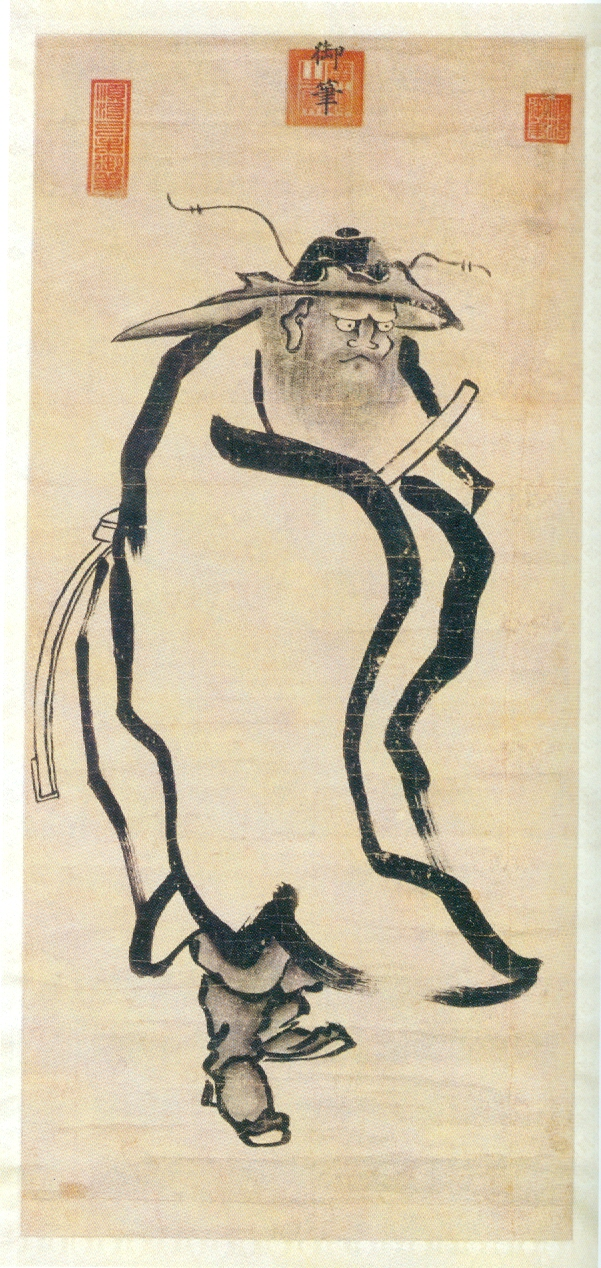
Un ritratto di Zhōng Kuí realizzato dall'imperatore Shunzhi, della dinastia Qing, che regnò dal 1643 al 1661.
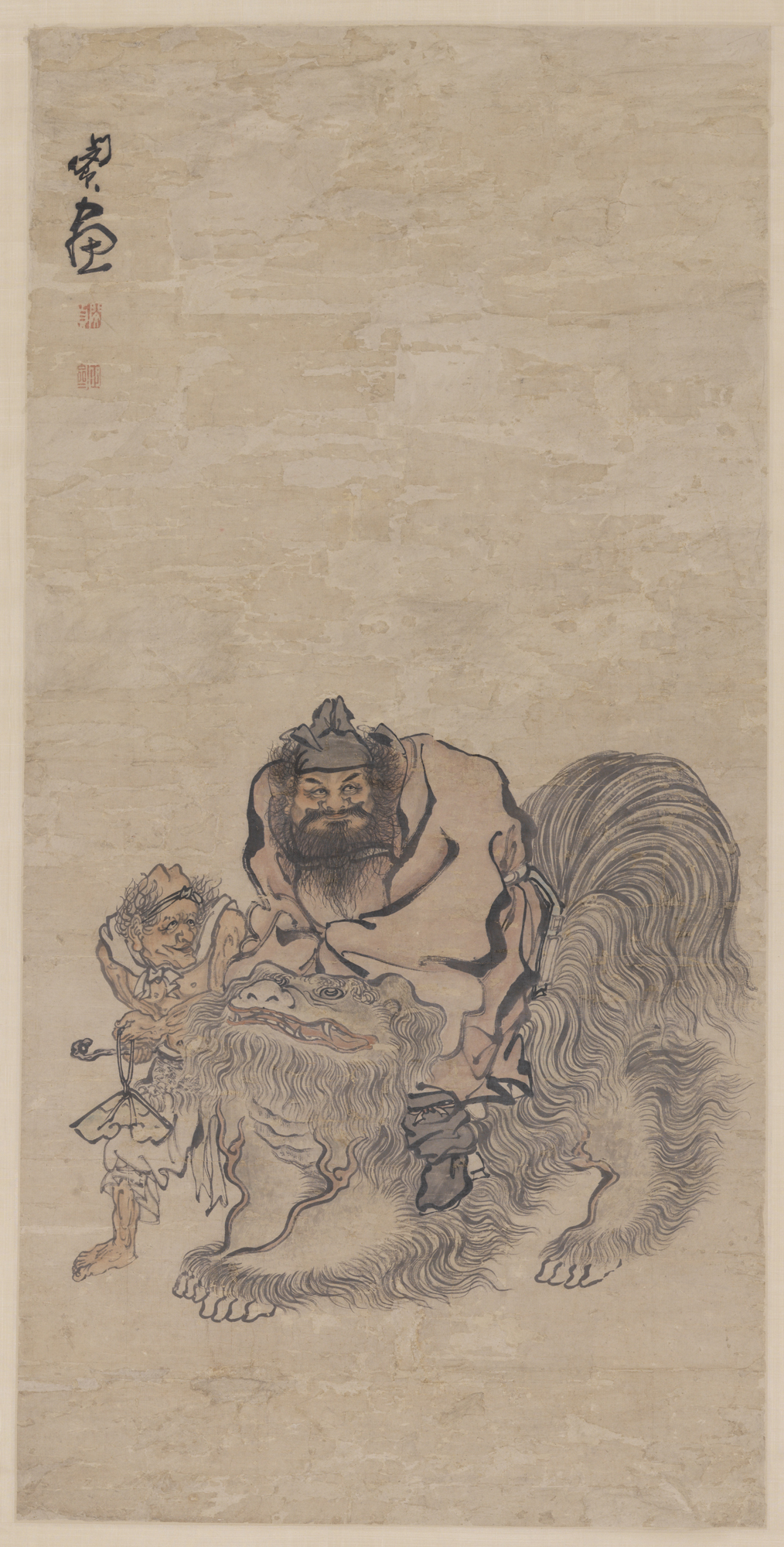
Zhōng Kuí a cavallo di una creatura quadrupede in un'opera di Min Zhen risalente al XVIII secolo.
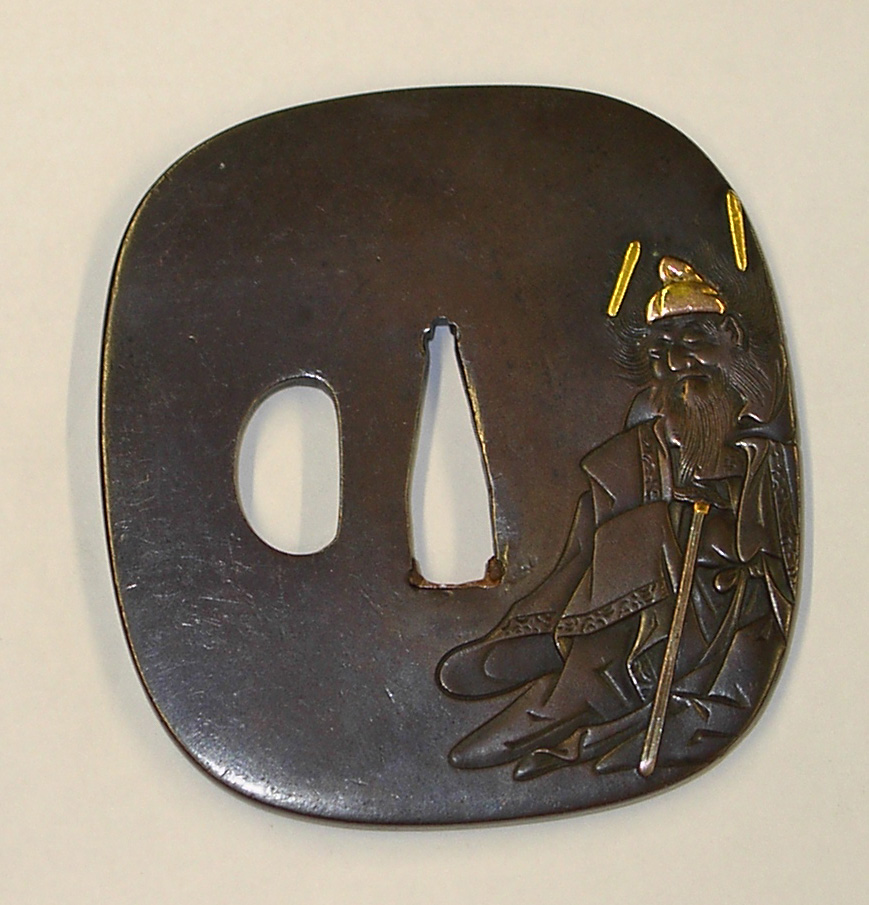
L'elsa in rame di una spada giapponese (tsuba) realizzata dal giapponese Masayuki Tsuba nel XVIII secolo e raffigurante Shōki.